# Czarnówka (Wydminy)

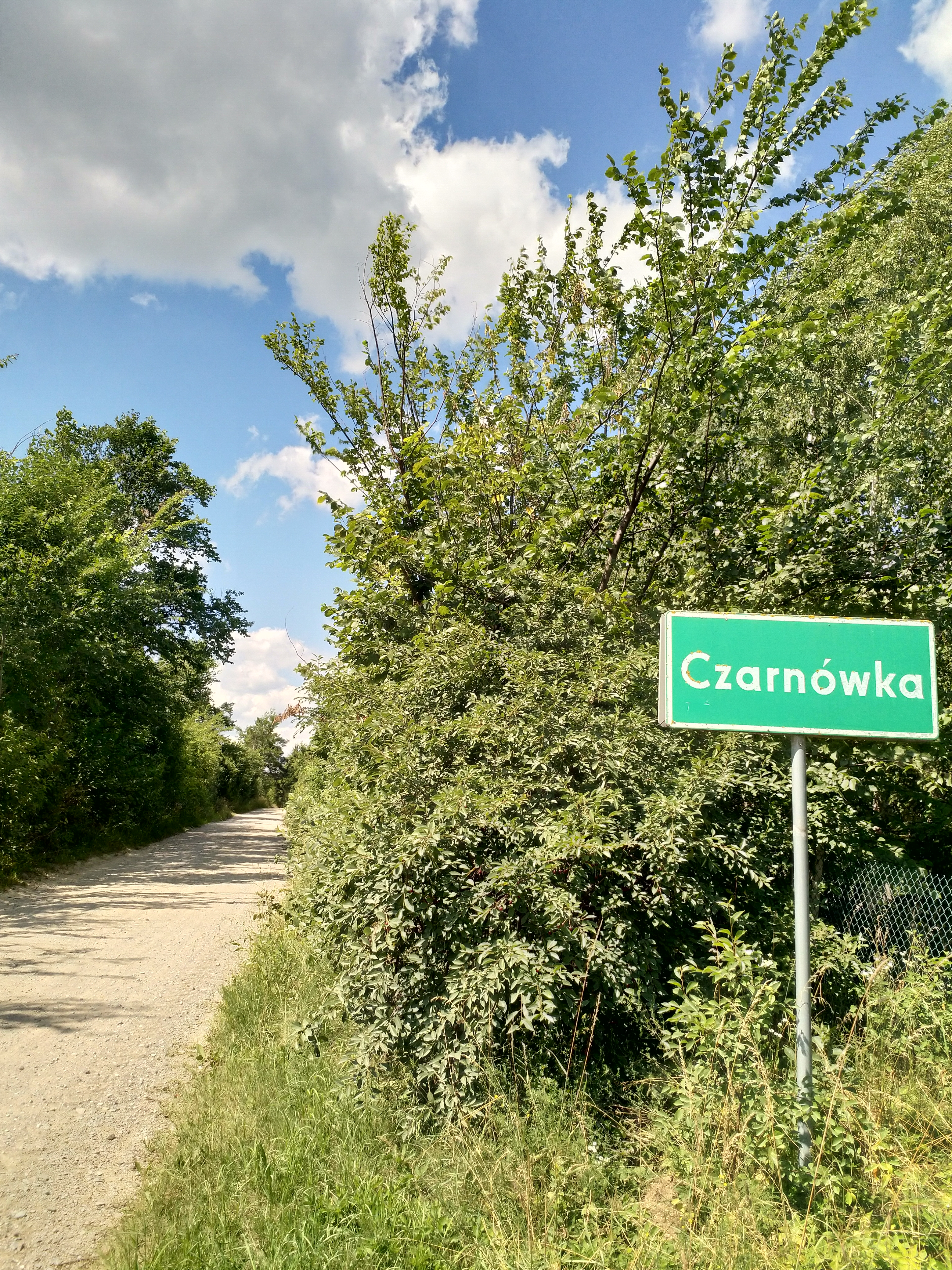
(2023)

Czarnówka [t͡ʂarˈnufka] (deutsch Czarnowken, 1938–1945 Grundensee) ist ein Dorf in der polnischen Woiwodschaft Ermland-Masuren. Es gehört zur Landgemeinde Wydminy (Widminnen) im Powiat Giżycki (Kreis Lötzen).

## Geographische Lage
Czarnówka liegt am Westufer des Szóstak (deutsch Sonntag-See) in der östlichen Mitte der Woiwodschaft Ermland-Masuren. Bis zur Kreisstadt Giżycko (Lötzen) sind es 24 Kilometer in westlicher Richtung.

## Geschichte
Das frühere Czarnowken bestand aus dem Dorf und einem eineinhalb Kilometer nordöstlich gelegenen Gut. Im Jahr 1572 wurde der Ort gegründet.
Als im Jahr 1874 der Amtsbezirk Groß Gablick errichtet wurde, gehörte Czarnowken dazu. Der Amtsbezirk bestand bis 1945 und war Teil des Kreises Lötzen im Regierungsbezirk Gumbinnen (1905–1945 Regierungsbezirk Allenstein) in der preußischen Provinz Ostpreußen. Im gleichen Zeitraum war Czarnowken dem Standesamt Widminnen (polnisch Wydminy) zugeordnet. Am 1. Dezember 1910 zählte das Dorf 226 Einwohner.
Aufgrund der Bestimmungen des Versailler Vertrags stimmte die Bevölkerung im Abstimmungsgebiet Allenstein, zu dem Czarnowken gehörte, am 11. Juli 1920 über die weitere staatliche Zugehörigkeit zu Ostpreußen (und damit zu Deutschland) oder den Anschluss an Polen ab. In Czarnowken stimmten 160 Einwohner für den Verbleib bei Ostpreußen, auf Polen entfiel keine Stimme.
Am 30. September 1928 vergrößerte sich die Landgemeinde Czarnowken um den Nachbargutsbezirk Scheuba (polnisch Siejba), der eingemeindet wurde. Die Gesamteinwohnerzahl belief sich 1933 auf 270 und betrug 1939 noch 247. Am 3. Juni (amtlich bestätigt am 16. Juli) 1938 wurde Czarnowken aus politisch-ideologischen Gründen der Vermeidung fremdländisch klingender Ortsnamen in Grundensee umbenannt.
In Kriegsfolge kam das Dorf 1945 mit dem gesamten südlichen Ostpreußen zu Polen und erhielt die polnische Namensform Czarnówka. Heute ist der Ort Sitz eines Schulzenamtes (polnisch sołectwo) und eine Ortschaft im Verbund der Landgemeinde Wydminy (Widminnen) im Powiat Giżycki (Kreis Lötzen), bis 1998 der Woiwodschaft Suwałki, seither der Woiwodschaft Ermland-Masuren zugehörig.

## Religionen
Bis 1945 war Czarnowken in die evangelische Kirche Widminnen in der Kirchenprovinz Ostpreußen der Evangelischen Kirche der Altpreußischen Union sowie in die katholische Pfarrkirche Lötzen im Bistum Ermland eingepfarrt.
Heute gehört Czarnówka zur evangelischen Kirchengemeinde Wydminy, einer Filialgemeinde der Pfarrei Giżycko in der Diözese Masuren der Evangelisch-Augsburgischen Kirche in Polen, bzw. zur katholischen Pfarrkirche Wydminy im Bistum Ełk (Lyck) der Römisch-katholischen Kirche in Polen.

## Söhne des Ortes
- Gerd Willamowski (* 21. Januar 1944 in Grundensee), deutscher Politiker (SPD)

## Verkehr
Czarnówka liegt an einer Nebenstraße, die von der polnischen Woiwodschaftsstraße DW 655 bei Gawliki Wielkie (Groß Gablick) bis in die Gmina Stare Juchy (Alt Jucha, 1938–1945 Fließdorf) führt. Außerdem endet ein von Gębałki (Gembalken) über Siejba (Scheuba) kommender Landweg in Czarnówka.
Eine Bahnanbindung besteht nicht.